# Physaria ovalifolia
Physaria ovalifolia är en korsblommig växtart som först beskrevs av Per Axel Rydberg, och fick sitt nu gällande namn av O'kane och Al-shehbaz. Physaria ovalifolia ingår i släktet Physaria och familjen korsblommiga växter.

## Underarter
Arten delas in i följande underarter:
- P. o. alba
- P. o. ovalifolia